# Litsea lanceolata
Litsea lanceolata är en lagerväxtart som först beskrevs av Carl Ludwig von Blume, och fick sitt nu gällande namn av André Joseph Guillaume Henri Kostermans. Litsea lanceolata ingår i släktet Litsea och familjen lagerväxter. Inga underarter finns listade i Catalogue of Life.